# جزيرة غوندول
جزيرة غوندول وهي جزيرة من جزر إندونيسيا، وتقع في إقليم جاكارتا.